# Schoonrewoerd
Schoonrewoerd is een dorp met circa 1.680 inwoners in de gemeente Vijfheerenlanden in de Nederlandse provincie Utrecht. Het ligt tussen Leerdam en Zijderveld.

## Geschiedenis
Het dorp zou in 1025 zijn gesticht door Jan van Arkel, die het bevel had gegeven om meerdere dorpen te bouwen. In 1121 kwam Schoonrewoerd in een akte voor. De vermelding in een oorkonde uit 1166 als 'Scoenrewrth' betreft mogelijk een vervalsing. In 1261 komt ‘Scronreworth’ in een verdrag voor.
Schoonrewoerd is ontstaan als een cope-ontginning, met bebouwing langs een ontginningsas. De weg van Everdingen naar Leerdam is hierbij de ontginningsas en ligt evenwijdig aan de Diefdijk; vanuit de weg werd het gebied tot aan de Diefdijk ontgonnen. Op de plek waar een zandige stroomrug voor een steviger ondergrond zorgde, verscheen in de 14e eeuw een kerk. Ook ontwikkelde zich daar een dorpskom. Deze locatie lag enigszins hoger dan de omgeving en werd nog eens kunstmatig opgehoogd met drie meter. Deze zogenaamde 'woerd' komt ook terug in de dorpsnaam.
In juni 1482 werd de kerk van Schoonrewoerd ingenomen door circa 30 ruiters die afkomstig waren uit de richting van Gorinchem. De toren werd zo ingericht dat het diende voor uitvallen voor plundertochten in de omtrek. Bij een van de plunderingen ter hoogte van het dorp Everdingen werden burgers van Culemborg gevangen genomen, waarna Jasper van Culemborg de toren van Schoonderwoerd ging belegeren. 14 van de 30 krijgsmannen kregen een vrijgeleide, de rest werd gedood of gevangengenomen tot er nog drie overlevenden waren. De Schoonwoerdse kerk werd bestormd, terwijl de toren al grotendeel beschadigd was.
Bij de vorming van de gemeente Schoonrewoerd op 1 januari 1812 gingen ook Hei- en Boeicop deel uitmaken van deze gemeente. Op 1 april 1817 werd Hei- en Boeicop een zelfstandige gemeente. Op 1 januari 1986 werd Schoonrewoerd bij gemeente Leerdam gevoegd. Met Leerdam ging Schoonrewoerd op 1 januari 2019 op in 
in de fusiegemeente Vijfheerenlanden, die deel ging uitmaken van de provincie Utrecht.

## Bezienswaardigheden
In Schoonrewoerd is een hervormde kerk, een gereformeerde kerk (beide PKN) en, per januari 2013, een kerk voor de Hersteld Hervormde Gemeente. 
Buiten Schoonrewoerd is natuurbezoekerscentrum de Schaapskooi.
Schoonrewoerd is bekend van het Schoonrewoerdse Wiel of het Wiel van Bassa, het grootste wiel van Nederland, dat ontstaan is bij een dijkdoorbraak in 1573. De dijk die doorbrak was de Diefdijk, de grens tussen Holland en Hertogdom Gelre. De Diefdijk is in 1284 aangelegd om de Vijfheerenlanden te beschermen tegen wateroverlast vanuit Gelre.

## Bedrijven
In Schoonrewoerd is het hoofdkantoor van Le Groupe Bel genaamd Bel Nederland gevestigd, tevens wordt er Leerdammer kaas geproduceerd.

## Onderwijs
- CBS Noachschool
- CBS De Regenboog (tot 2014)

## Verkeer en vervoer
Met de auto is Schoonrewoerd bereikbaar vanaf Leerdam via de N484. Dicht bij ligt de A2.
Met het openbaar vervoer is Schoonrewoerd te bereiken met buslijn 85 (Leerdam - Schoonrewoerd - Vianen - Utrecht) van U-OV.

## Geboren
- Willem Jens (1908-1999), olympisch roeier
- Lies Westenburg (1922-2004), regisseuse, kunstenares en cameravrouw
- Jojada Verrips (1942), hoogleraar culturele antropologie
- Tirza Verrips (1945-2023), beeldhouwster en installatiekunstenares
- Martine Bras (1978), wielrenster